# ریتا ار. کول
ریتا ار. کول (انگلیسی: Rita R. Colwell؛ زادهٔ ۲۳ نوامبر ۱۹۳۴) سیاست‌مدار اهل ایالات متحده آمریکا است.
وی همچنین برندهٔ جوایزی همچون تالار ملی مشاهیر زن، جایزه ونیوار بوش، و نشان ملی علوم شده‌است.